# Хофа
„Хофа“ (на английски: Hoffa) е американска биографична криминална драма от 1992 г. на режисьора Дани Де Вито, сценарият е на Дейвид Мамет, и главната роля се изпълнява от Джак Никълсън в ролята си на Джими Хофа, основател на най-големия работнически синдикат „Тиймстърс”. Във филма участват и Де Вито, Джон С. Райли, Робърт Проски, Кевин Андерсън, Арманд Асанте и Джей Ти Уолш. Филмът е разпространен от „Туентиът Сенчъри Фокс“ и е пуснат по кината на 25 декември 1992 г.